# Philipp Boy
Philipp Boy (nacido el 23 de julio de 1987 en Blumenhagen) es un gimnasta alemán medallista de bronce mundial en 2010; además compitió en los Juegos Olímpicos de Pekín 2008 y en los Juegos Olímpicos de Londres 2012.

## 2010
En el Mundial celebrado en Róterdam (Países Bajos) consiguió la medalla de bronce en el concurso por equipos, tras China y Japón, siendo sus compañeros de equipo: Fabian Hambüchen, Thomas Taranu, Evgenij Spiridonov, Sebastian Krimmer y Matthias Fahrig.